# Matias Faldbakken
Matias Faldbakken (* 20. listopadu 1973 v Hobro, Dánsko) je norský umělec, spisovatel a fotograf. Faldbakken studoval na Národní akademii výtvarných umění v Bergenu a na Städelschule ve Frankfurtu nad Mohanem. Je synem spisovatele Knuta Faldbakkena, příbuzný Gardara Faldbakkena a bratra filmového režiséra Stefana Faldbakkena.

## Literární kariéra
Literárně debutoval v roce 2001 s dílem The Cocka Hola Company, první částí své Scandinavian Misanthropy Trilogy (Skandinávské trilogie o mizantropii). Macht und Rebel byl vydán o dva roky později, hned po Unfun, na jaře 2008, který dokončil jeho trilogii. Všechny tři romány vycházejí pod pseudonymem Abo Rasul.
V roce 2006 Faldbakken vydal Kaldt produkt („Studený produkt“) pod svým vlastním jménem. Jedná se o současnou aktualizaci Domečku pro panenky od Henrika Ibsena. Faldbakken se k vydání Dagbladetu vyjádřil: „Jsem mluvčím naprosto anarchistického chaosu na posteli tradičních rodinných hodnot“. To bylo představeno v divadle Staatstheater Stuttgart v roce 2008.
Vydal také sbírku povídek s názvem Snort Stories.

## Ocenění
Faldbakken obdržel stipendium Bjørnsonstipendet v roce 2002.

## Přidružení
Jeho vydavateli jsou Cappelen v Norsku, Lindhardt og Ringhof v Dánsku, Johnny Kniga ve Finsku, Blumenbar a Heyne v Německu, Mondadori v Itálii, Suma ve Španělsku, Limus v Rusku, LWU v Litvě a Harvill ve Velké Británii.
Matiase Faldbakkena zastupuje Galerie Simona Lee v Londýně, v Norsku Standard (Oslo) a v Berlíně Galerie Neu.